# Jarosław Maćkiewicz
Jarosław Maćkiewicz (ur. 30 maja 1970 w Toruniu) – polski piłkarz, napastnik.
Przygodę z piłką nożną rozpoczął w rodzinnym mieście grając w MZKS Victorii Toruń. W 1988 przeszedł do Elany Toruń i tam grał przez prawie dziesięć lat, do 1998. W 1997 zdobył razem z Wojciechem Małochą króla strzelców II ligi zdobywając 25 goli. Od 1999 reprezentował barwy Lecha Poznań na pierwszoligowych boiskach, zastępując w tym klubie Piotra Reissa (wyjazd do Niemiec). Do końca sezonu 1999/00 rozegrał w Kolejorzu 42 spotkania i strzelił 16 bramek. W następnym sezonie rozgrywek grał w Orlenie Płock, z którym występował w pierwszej i drugiej lidze. W najwyższej klasie rozgrywkowej razem z płockim klubem wstąpił w 42 meczach i zdobył 5 goli. Od sezonu 2003/04 ponownie grał w Elanie Toruń. Po zakończeniu sezonu 2007/2008 postanowił zakończyć zawodową karierę. Jak wyliczono w sumie zdobył dla Elany 286 goli w oficjalnych meczach, stając się najskuteczniejszym i najbardziej rozpoznawalnym piłkarzem klubu w historii. Pomimo ogłoszonej oficjalnie decyzji o końcu kariery, Maćkiewicz zdecydował się wzmocnić Flisaka Złotoria, w którym to klubie występował od sezonu 2008/09.
Łącznie w Ekstraklasie w barwach Lecha Poznań oraz Wisły Płock wystąpił w 84 meczach i strzelił 21 bramek.